# Breaza, Mureș
Breaza (în maghiară Beresztelke, în germană Bretzdorf, Beretzdorf, Breit, Ungersdorf, Urgersdorf) este satul de reședință al comunei cu același nume din județul Mureș, Transilvania, România.

## Localizare
Localitatea este situată pe râul Luț, pe drumul județean Reghin – Cluj-Napoca.

## Istoric
Satul Breaza este atestat documentar în anul 1319.

## Monumente
- Biserica reformată din Breaza

## Imagini

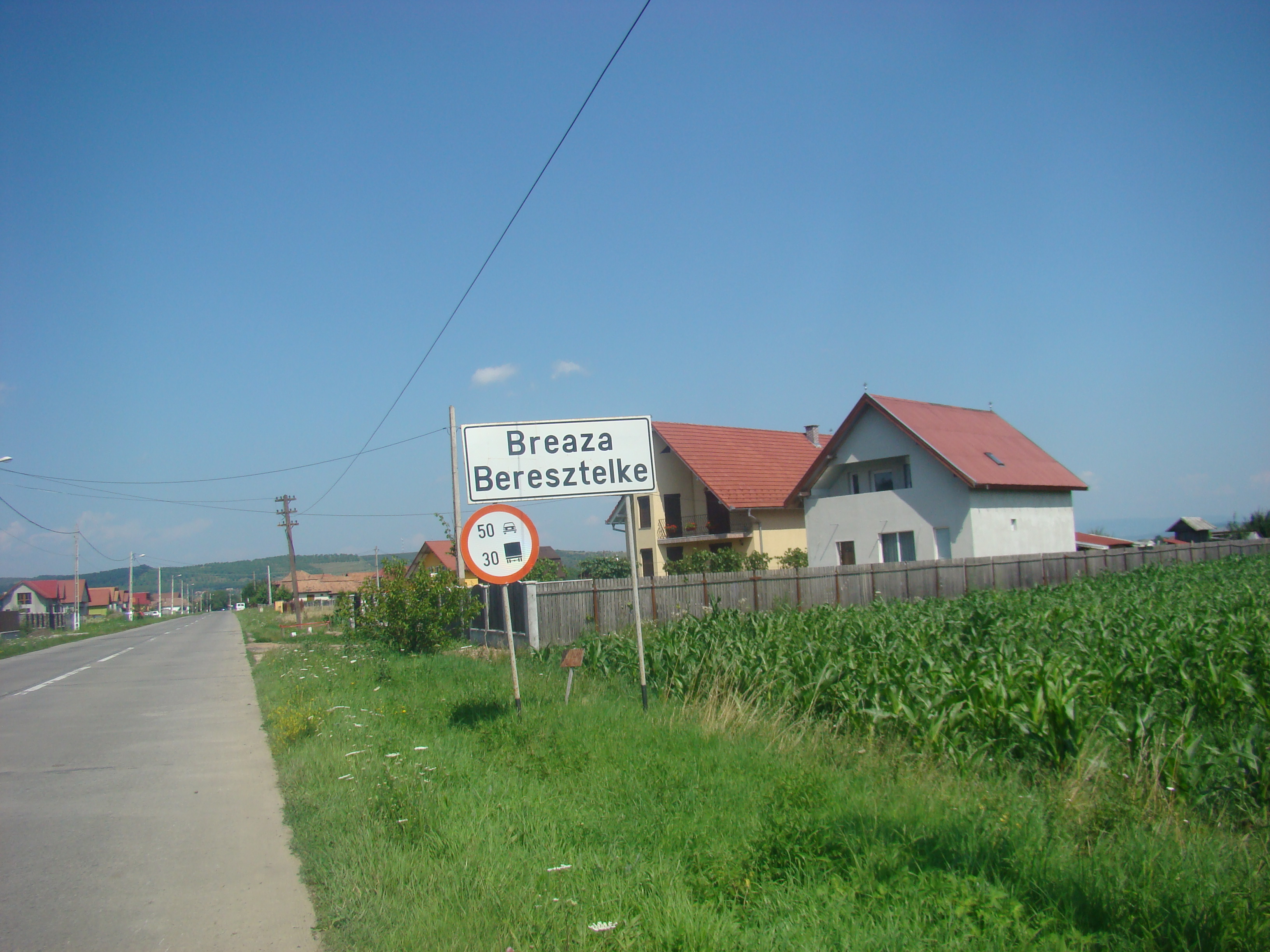
Intrarea în localitate
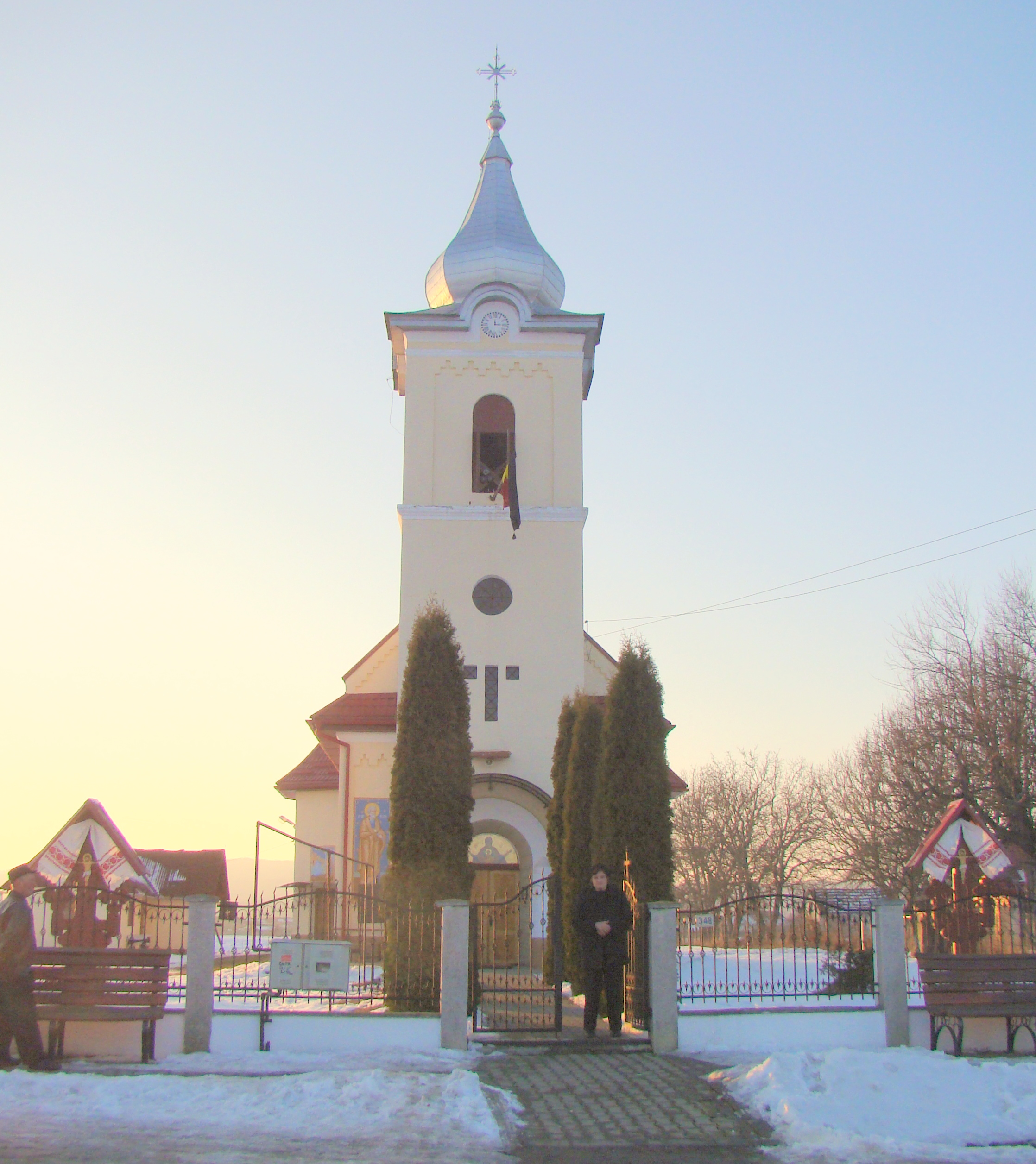
Biserica ortodoxă
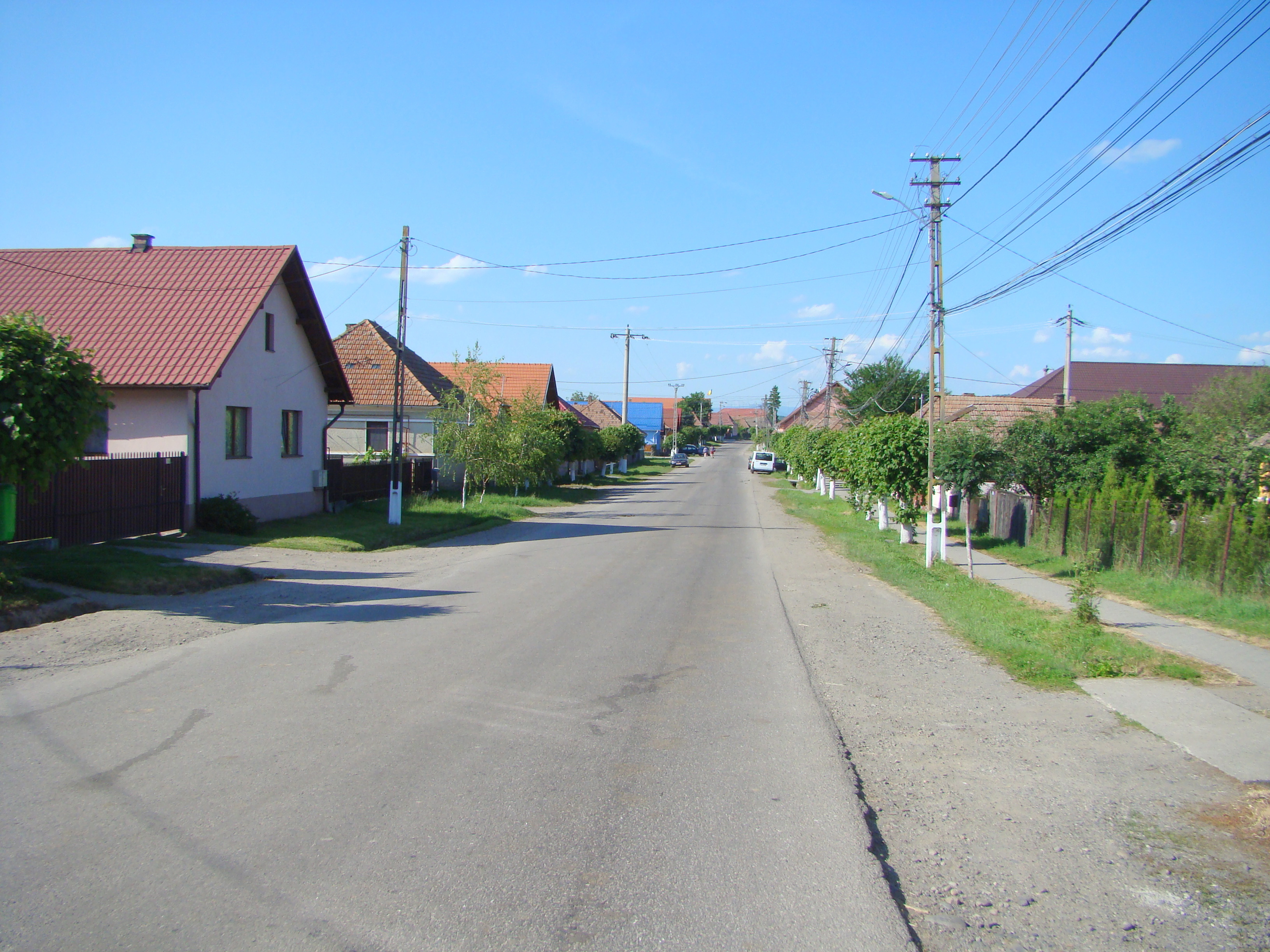
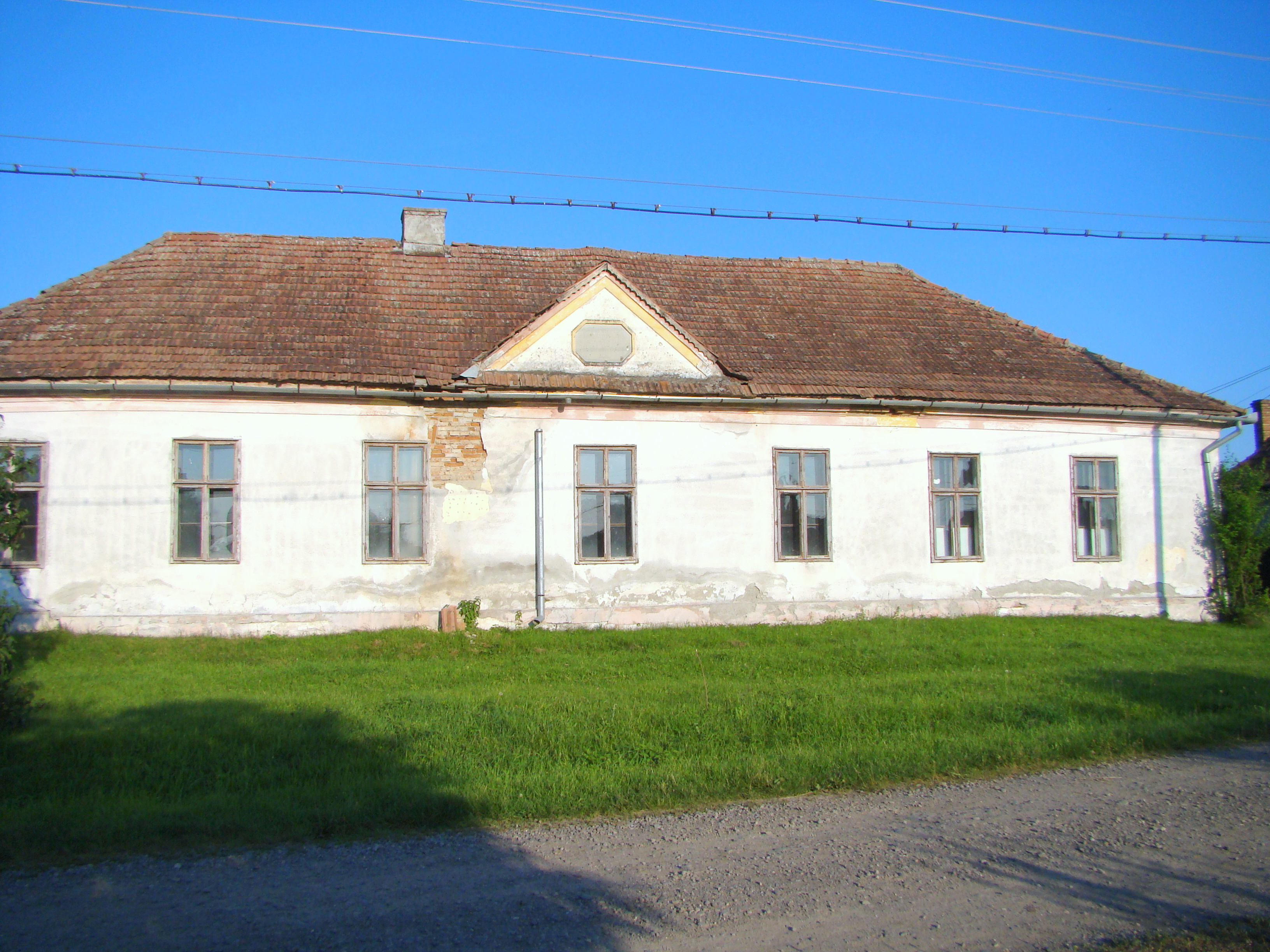
Fosta școală confesională reformată
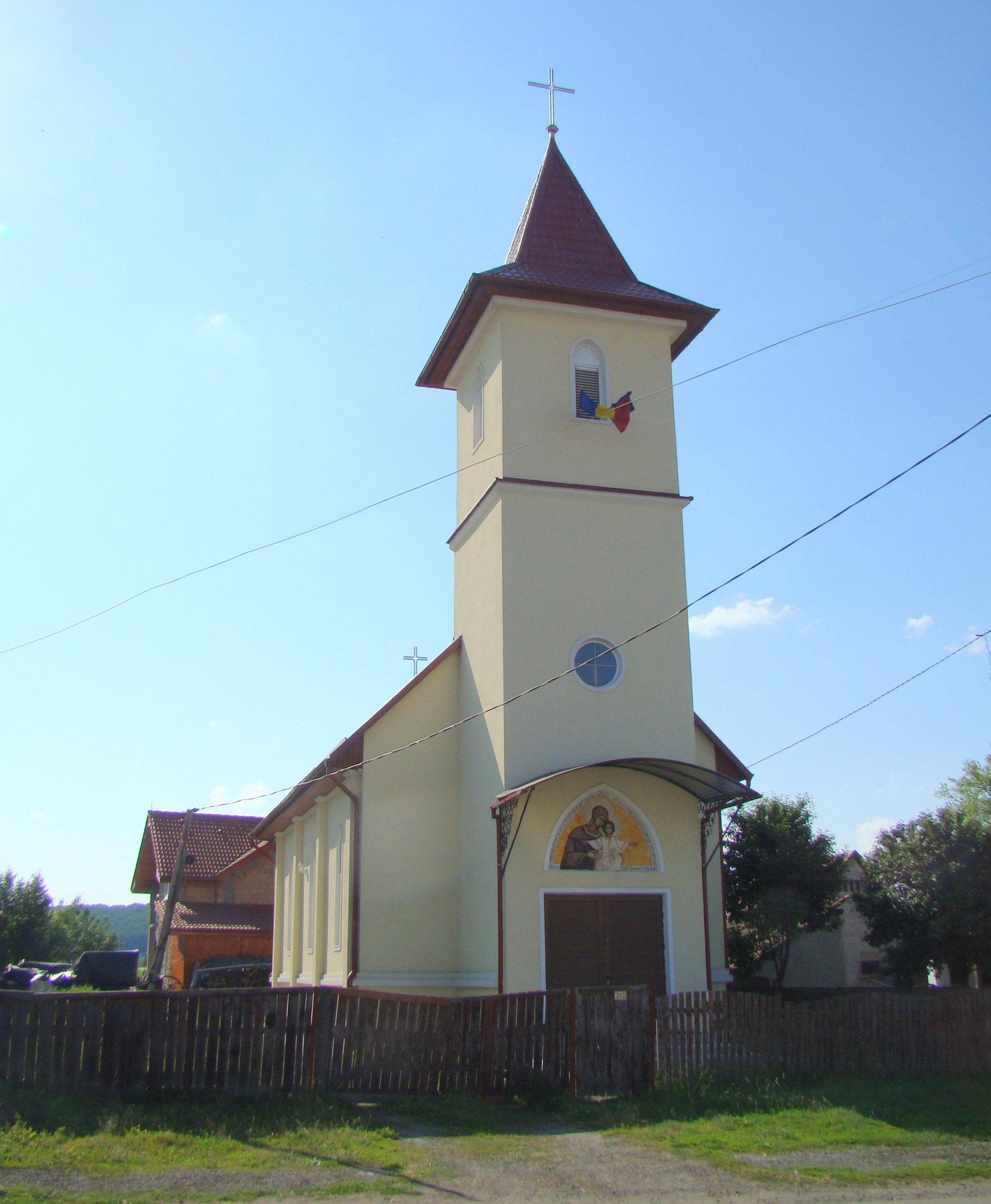
Biserica greco-catolică
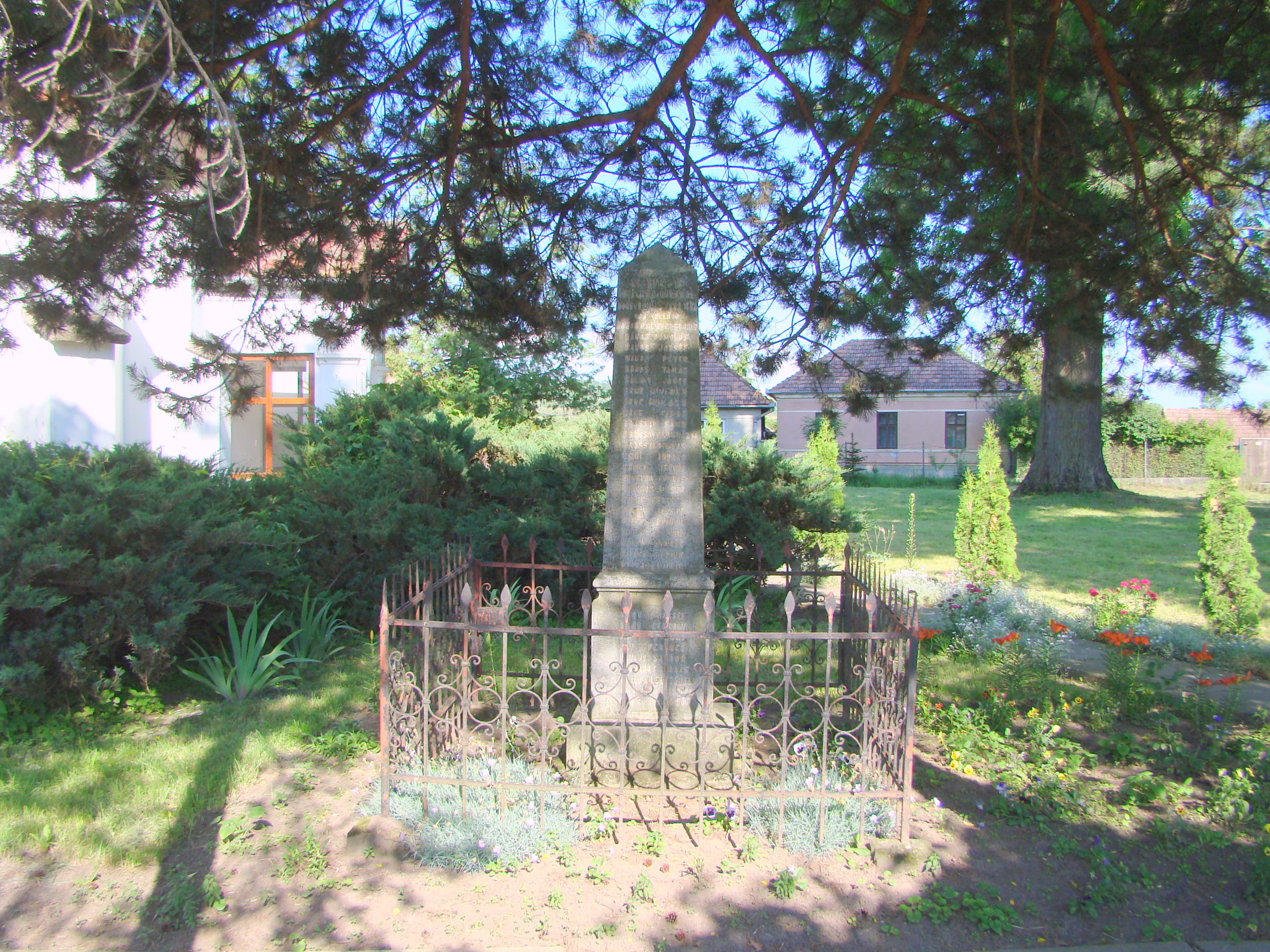
Monumentul eroilor
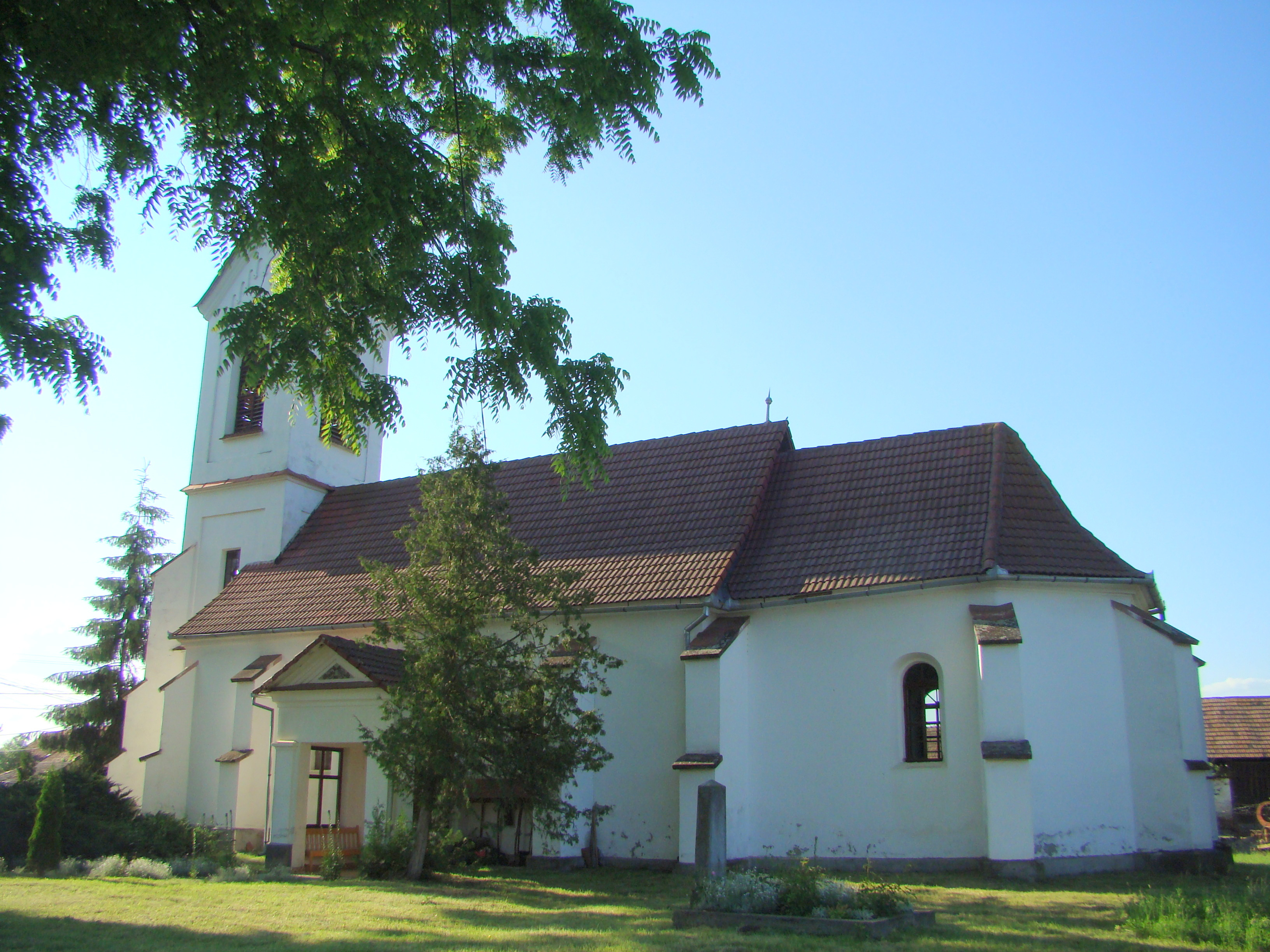
Biserica reformată (secolul XIV)
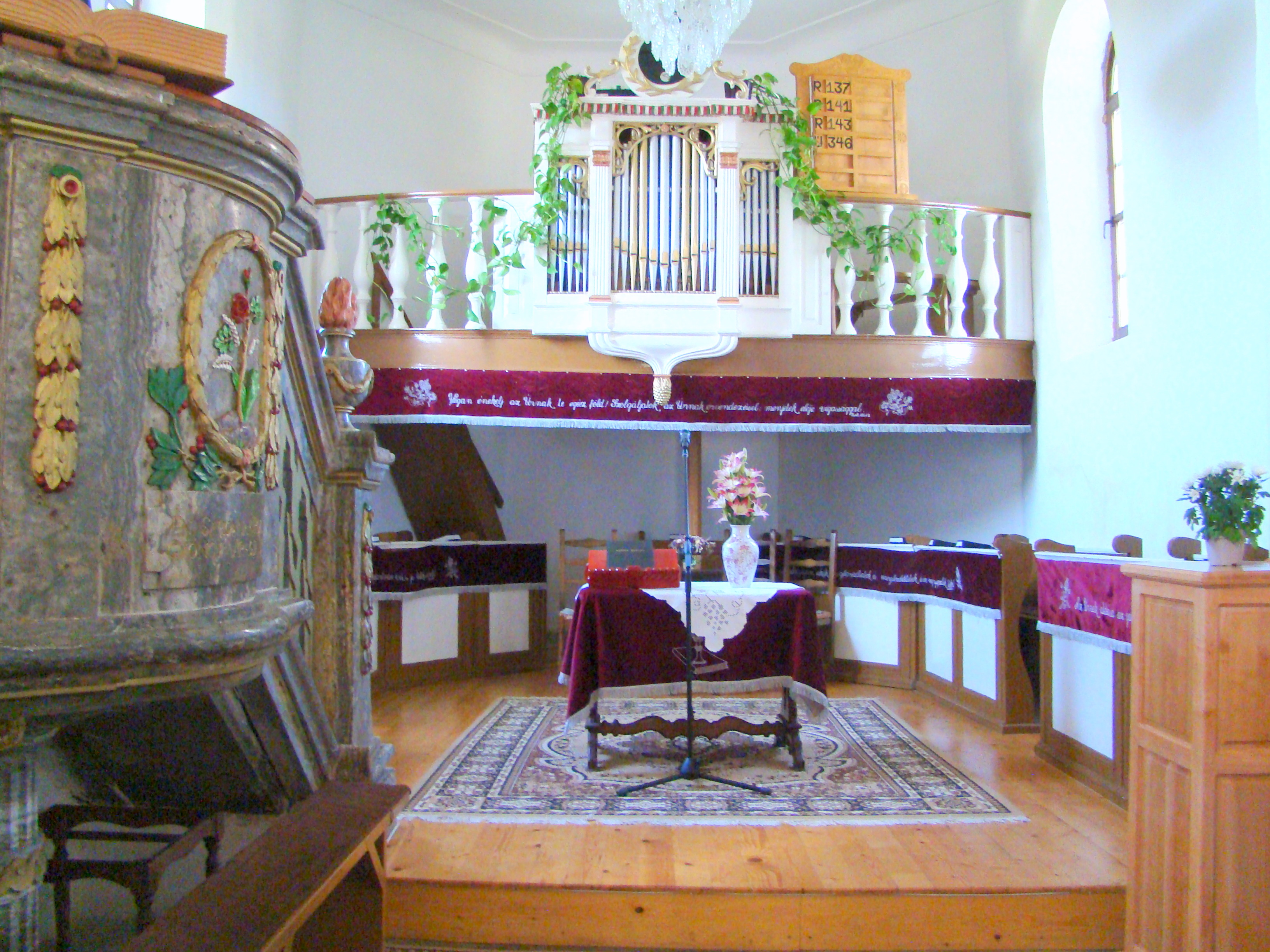
Biserica reformată (monument istoric)